# Loch Duich
Le loch Duich, en gaélique écossais Loch Dubhthaich, est un loch maritime d'Écosse, dans le Nord-Ouest du Royaume-Uni. S'avançant dans les Highlands, il est célèbre pour le château d'Eilean Donan qui est un des monuments les plus connus d'Écosse.

## Folklore

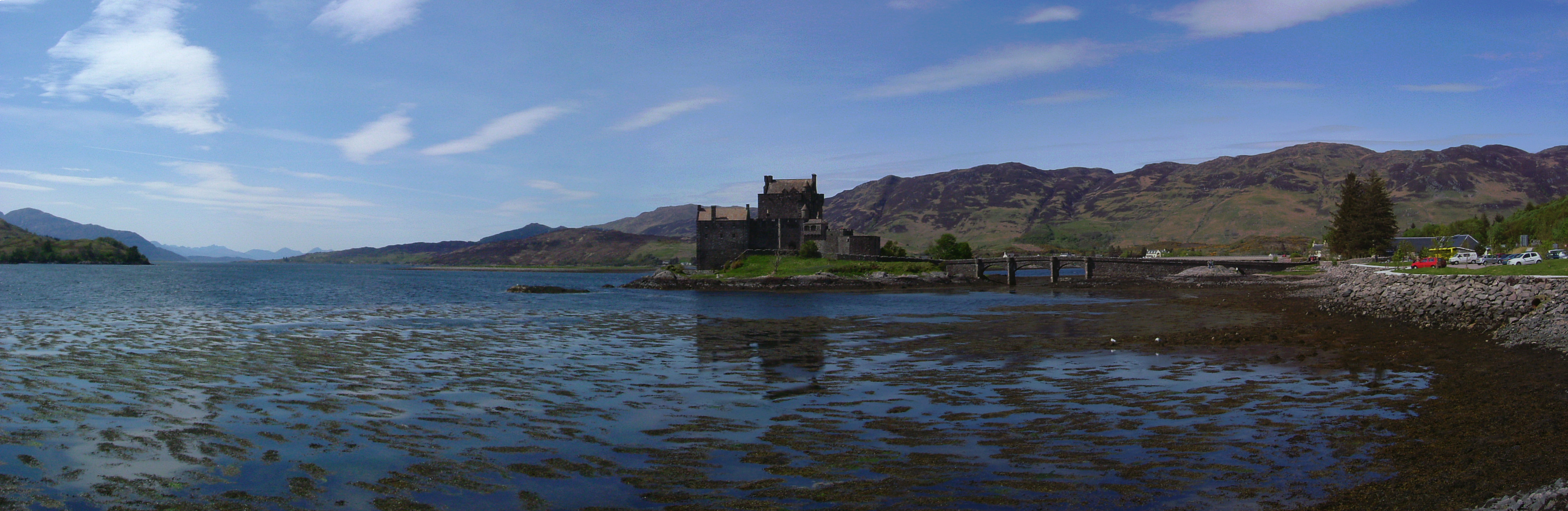
Vue panoramique d'Eilean Donan dans le loch Duich.

Une légende locale raconte que trois frères, qui étaient allés pêcher une nuit sur le loch, tombèrent sous le charme de trois femmes-phoque qui, ayant jeté leurs peaux, avaient pris l'apparence humaine pour danser sur le sable. Les frères volèrent leurs peaux, exigeant des jeunes femmes qu'elles deviennent leurs épouses. Le plus jeune frère, toutefois, ému par les larmes de la jeune femme, lui rendit sa peau. En échange de sa bonté, le père de la fille permit au plus jeune frère de lui rendre visite toutes les neuf nuits.
Quant aux autres frères, le cadet perdit son épouse après qu'elle retrouva la peau qu'il avait cachée, tandis que l'aîné, ayant voulu brûler la peau de phoque de son épouse de manière préventive, vit sa femme mourir.

### Source
- Folklore, Myths and Legends of Britain (London: The Reader’s Digest Association, 1973), 444.